# Дауд, Ник
Ник Дауд (англ. Nic Dowd; 27 мая 1990, Хантсвилл) — американский хоккеист, нападающий клуба «Вашингтон Кэпиталз».

## Карьера
На юниорском уровне играл за команды «Венатчи Вилд» и «Индиану Айс»; затем присоединился к студенческой команде «Сент-Клод Стэйт Хаскис», представляющий местный университет. В сезоне 2013/14 он стал вторым бомбардиром своей команды и вошёл в команду лиги.
1 апреля 2014 года подписал трёхлетний контракт новичка с клубом «Лос-Анджелес Кингз» и был отправлен в фарм-клуб команды «Манчестер Монаркс». 22 марта 2016 года дебютировал в НХЛ в матче с «Миннесотой Уайлд», закончившийся победой «Миннесоты» со счётом 2:1. Свою первую шайбу забросил в НХЛ 20 октября 2016 года в матче с «Далласом», открыв счёт в матче и в котором «Кингз» выиграли в овертайме со счётом 4:3.
7 декабря 2017 года был обменян в «Ванкувер Кэнакс» на Джордана Суббана. 1 июля 2018 года в качестве свободного агента подписал контракт на один год с клубом «Вашингтон Кэпиталз».
11 апреля 2019 года продлил с клубом контракт на три года.
14 ноября 2021 года подписал с клубом новый трёхлетний контракт.